# Marco Murgano
Marco Murgano (né le 29 mars 1998 à Lavagna) est un coureur cycliste italien.

## Biographie
Marco Murgano est originaire de Lavagna, une commune située en Ligurie. Son père exerce le métier d'électricien, tandis que sa mère travaille comme femme de ménage. La famille est actuellement installée à Chiavari. Il a aussi un grand frère, Matteo, qui a été coureur cycliste au niveau amateur,. Inspiré par son aîné, il prend sa première licence à l'âge de douze ans au Gruppo Sportivo Levante.
Chez les juniors, il se distingue notamment lors du Giro della Lunigiana en terminant onzième du classement général en 2015, puis dixième de l'édition 2016. Il poursuit ensuite sa carrière au sein de divers clubs italiens chez les espoirs. Bon grimpeur, il termine notamment troisième du Trophée Edil C, du Trophée de la ville de San Vendemiano et du Gran Premio Capodarco en 2019. Il brille également dans les courses du calendrier amateur italien en obtenant quelques victoires et diverses places d'honneur. 
En 2022, il intègre la nouvelle équipe Corratec. L'année suivante, il est conservé dans cette structure lorsque celle-ci une UCI ProTeam. Présent dans les échappées, il finit troisième du classement de la montagne sur la Semaine internationale Coppi et Bartali. Il termine par ailleurs quatrième du Tour du lac Qinghai. 
En février 2024, il prend la deuxième place du classement des sprints sur l'UAE Tour, après plusieurs échappées. Il enchaîne avec l'Istrian Spring Trophy, où il se classe onzième du classement général. Le 13 mars, il est de nouveau présent à l'avant de la course sur Milan-Turin.

## Palmarès
- 2017
  - 2e de La Bolghera
  - 2e du Trofeo Gavardo Tecmor
- 2018
  - Trofeo SC Corsanico
  - 3e du Tour de la Province de Bielle
  - 3e du Gran Premio Chianti Colline d'Elsa
  - 3e de la Coppa 29 Martiri di Figline di Prato
- 2019
  - 2e de Milan-Rapallo
  - 3e du Trophée Edil C
  - 3e de la Coppa Fiera di Mercatale
  - 3e du Trophée de la ville de San Vendemiano
  - 3e du Trofeo San Leolino
  - 3e du Gran Premio Capodarco
- 2020
  - Gran Premio San Luigi di Sona
- 2021
  - 2e de la Coppa Ciuffenna
  - 3e du Trophée MP Filtri
  - 3e de la Coppa Città di Ovada
  - 3e de Florence-Viareggio
- 2022
  - 2e du Grand Prix de la Pédale Romande

## Classements mondiaux
| Année                                 | 2019  | 2020 | 2021 | 2022 | 2023 |
| ------------------------------------- | ----- | ---- | ---- | ---- | ---- |
| Classement mondial                    | 1079e | nc   | nc   | nc   | 695e |
| UCI Europe Tour                       | 767e  | nc   | nc   | nc   | nc   |
|                                       |       |      |      |      |      |
| Légende : nc = non classéSource : UCI |       |      |      |      |      |